# Пунта де Тарифа
Пунта де Тарифа (шп. Punta de Tarifa) јесте рт и најјужнија тачка континенталног дела Европе, Иберијског полуострва и Шпаније. Налази се на 36º сгш и 05º36' игд.

## Географија
Смештен је у провинцији Кадиз у оквиру аутономне регије Андалузије. Лежи на самом крају Атлантског океана у Гибралтарском мореузу. С те тачке јасно се види обала Марока, која је удаљена непуних 15 км. Име је добио давне 710. године према арапском официру Тарифу, који се искрцао на рт и дао му своје име.